# Dean Lake (Colchester)
Dean Lake är en sjö i Kanada.   Den ligger i provinsen Nova Scotia, i den östra delen av landet, 1 000 km öster om huvudstaden Ottawa. Dean Lake ligger 201 meter över havet.
I omgivningarna runt Dean Lake växer i huvudsak blandskog. Runt Dean Lake är det mycket glesbefolkat, med 2 invånare per kvadratkilometer.